# 斯卡站
斯卡站是布拉格地铁A线的一座车站。斯卡站于1990年7月4日开通，到2006年5月25日为止，此站一直是布拉格地铁A线的终点站。斯卡站深度为地下9.25米，配有无障碍电梯设施。此外，在斯卡站可换乘大量地面公交线路。